# Jesús Tortosa Cabrera
Jesús Tortosa Cabrera (Madrid, 21 de diciembre de 1997) es un deportista español que compite en taekwondo. Es hijo del expracticante de taekwondo Jesús Tortosa Alameda.

## Trayectoria
Ganó una medalla de bronce en el Campeonato Mundial de Taekwondo de 2017, en la categoría de –58 kg, y tres medallas en el Campeonato Europeo de Taekwondo entre los años 2014 y 2018. En los Juegos Europeos de Bakú 2015 consiguió una medalla de plata en la categoría de –58 kg.
Participó en los Juegos Olímpicos de Río de Janeiro 2016, en la categoría de –58 kg, obteniendo el quinto lugar al perder el combate por el tercer lugar contra el dominicano Luisito Pie.
En 2015 recibió el Premio Nacional del Deporte Princesa Leonor al «Mejor deportista español menor de edad del año»
En 2021 dejó de competir, después de no haber sido seleccionado para los Juegos Olímpicos de Tokio 2020. Posteriormente, se dedicó al mundo de los negocios, creando una empresa de consultoría deportiva. En 2024 regresó a la competición, pero de forma autónoma, sin representar a ninguna federación nacional.
Estudió Administración y Dirección de Empresas en la Universidad Católica San Antonio de Murcia y el grado en Ciencias del Deporte y la Actividad Física en el INEF de la Universidad Politécnica de Madrid.

## Palmarés internacional
| Campeonato Mundial | Campeonato Mundial   | Campeonato Mundial | Campeonato Mundial |
| Año                | Lugar                | Medalla            | Categoría          |
| ------------------ | -------------------- | ------------------ | ------------------ |
| 2017               | Muju (Corea del Sur) | Medalla de bronce  | –58 kg             |
| Juegos Europeos    |                      |                    |                    |
| Año                | Lugar                | Medalla            | Categoría          |
| 2015               | Bakú (Azerbaiyán)    | Medalla de plata   | –58 kg             |
| Campeonato Europeo |                      |                    |                    |
| Año                | Lugar                | Medalla            | Categoría          |
| 2014               | Bakú (Azerbaiyán)    | Medalla de bronce  | –54 kg             |
| 2016               | Montreux (Suiza)     | Medalla de plata   | –54 kg             |
| 2018               | Kazán (Rusia)        | Medalla de plata   | –58 kg             |

## Condecoraciones
| Distinción                                                                                   | Año  |
| -------------------------------------------------------------------------------------------- | ---- |
| Premio Nacional del Deporte Princesa Leonor «Mejor deportista español menor de edad del año» | 2015 |